# Passiflora trialata
Passiflora trialata Feuillet & J.M. MacDougal – gatunek rośliny z rodziny męczennicowatych (Passifloraceae Juss. ex Kunth in Humb.). Występuje endemicznie w Gujanie Francuskiej. 

## Morfologia
PokrójZdrewniałe, trwałe, nagie liany.
LiścieOwalne, rozwarte u podstawy. Mają 15–26,5 cm długości oraz 8,5–16 cm szerokości. Całobrzegie, z ostrym wierzchołkiem. Ogonek liściowy jest owłosiony i ma długość 28–50 mm. Przylistki są podłużnie owalne o długości 23–32 mm.
KwiatyPojedyncze. Działki kielicha są owalne, białawe, mają 4,5–6 cm długości. Płatki są podłużnie lancetowate, czerwonopurpurowe, mają 4,5–6 cm długości. Przykoronek ułożony jest w 10–12 rzędach, biało-fioletowy, ma 3–80 mm długości.